# Five Counties
Le Five Counties (en français : « cinq comtés ») est un mélange de cinq fromages anglais : Cheddar, Cheshire, Derby, Double Gloucester et Red Leicester. Ces cinq fromages sont mélangés en couches alternées orange et blanche. 
Le Five Counties est fabriqué par l'Ilchester Cheese Company et est une marque déposée.